# Zyginopsis iguchii
Zyginopsis iguchii är en insektsart som först beskrevs av Iguchi 1908.  Zyginopsis iguchii ingår i släktet Zyginopsis och familjen dvärgstritar. Inga underarter finns listade i Catalogue of Life.